# Cała naprzód (cykl filmów)
Cała naprzód (Carry On..., czasem określana po polsku jako cykl „Do dzieła”) – cykl 30 brytyjskich komedii filmowych produkowanych w latach 1958-78 i ponownie w 1992 roku. Pomysłodawcą serii i producentem wszystkich filmów był Peter Rogers, a reżyserował je Gerald Thomas. Głównymi scenarzystami byli Norman Hudis (1958-62) i Talbot Rothwell (1963-74). Były to niskobudżetowe filmy, pełne rubasznego humoru, parodii, farsy, a z czasem również coraz bardziej śmiałych odniesień seksualnych. Większość z nich odniosła duży sukces frekwencyjny i komercyjny, co miało decydujący wpływ na długowieczność cyklu i liczbę nakręconych filmów.
Każdy z filmów jest odrębną całością fabularną, dzięki czemu można je oglądać w dowolnej kolejności. Łączy je podobny rodzaj humoru i typy postaci, często odtwarzanych w kilku lub kilkunastu filmach przez tych samych aktorów. W wersji oryginalnej niemal każdy z tytułów zaczynał się od słów Carry On. W 2007 polska firma dystrybucyjna Monolith Films wydała na DVD kolekcję 16 spośród 30 filmów cyklu. Opatrzyła je wspólnym tytułem Cała naprzód.
Pierwotnie Rogers i Thomas planowali nakręcić wspólnie jeden film, Szeregowcu do dzieła (Carry On Sergeant). Zachęceni sukcesem filmu, który przy budżecie w wysokości 73 tysięcy funtów, zarobił ok. pół miliona funtów, postanowili kręcić kolejne obrazy utrzymane w podobnej konwencji. Słowa Carry on (dosł. kontynuujcie) są ściśle powiązane z fabułą pierwszego filmu, rozgrywającą się w jednostce wojskowej. Był to zwrot rutynowo używany przez brytyjskich oficerów, gdy nakazywali żołnierzom kontynuować wcześniejsze zajęcia. Był on używany w tytułach kolejnych filmów po to, aby zaznaczyć ich przynależność do serii, co było dla wielu widzów poważną zachętą do pójścia do kina.

## Filmy[2]
1. Szeregowcu do dzieła (Carry On Sergeant) – alternatywny tytuł Sierżancie do dzieła
2. Siostro do dzieła (Carry On Nurse)
3. Nauczycielu do dzieła (Carry On Teacher)
4. Posterunkowy do dzieła (Carry On Constable)
5. Carry On Regardless
6. Carry On Cruising
7. Dorożkarzu do dzieła (Carry On Cabby)
8. Carry On Jack
9. Szpiegu do dzieła (Carry On Spying)
10. Kleopatro do dzieła (Carry On Cleo)
11. Kowboju do dzieła (Carry On Cowboy)
12. Duchu do dzieła (Carry On Screaming!)
13. Cała naprzód: Nie trać głowy! (Don't Lose Your Head)
14. Za tym wielbłądem! (Follow That Camel)
15. Doktorze do dzieła (Carry On Doctor)
16. Awantura w Khyberze (Carry On... Up The Khyber)
17. Cała naprzód: Wakacje! Do dzieła! (Carry On Camping)
18. Cała naprzód: Doktorku, jeszcze raz do dzieła! (Carry On Again Doctor)
19. Cała naprzód: Safarii (Carry On Up The Jungle)
20. Cała naprzód: Amory? Do dzieła! (Carry On Loving)
21. Henryku do dzieła (Carry On Henry)
22. Cała naprzód: Jak sobie pościelesz... (Carry On At Your Convenience)
23. Mamuśka, do dzieła (Carry On Matron)
24. Szalone wakacje (Carry On Abroad)
25. Cała naprzód: Dziewczęta do dzieła (Carry On Girls)
26. Cała naprzód: Rychu do dzieła (Carry On Dick)
27. Cała naprzód: Rzymski camping (Carry On Behind)
28. Anglio do dzieła (Carry on England)
29. Cała naprzód: Emanuello do dzieła (Carry On Emmannuelle)
30. Kolumbie do dzieła (Carry On Columbus)

Oprócz powyższych, w 1977 wyprodukowano jeszcze film That's Carry On!, będący jednak tylko zbiorem najzabawniejszych fragmentów z wcześniejszych części cyklu. W 1975 emitowano także serial telewizyjny, liczący 13 odcinków, pod tytułem: Carry On Laughing.

## Aktorzy
Choć obsadę każdego filmu tworzono osobno, istniała dość liczna grupa aktorów grających regularnie w produkcjach z cyklu Carry On. Znaleźli się w niej:
- Kenneth Williams (26 filmów)
- Joan Sims (24)
- Charles Hawtrey (23)
- Sid James (19)
- Kenneth Connor (17)
- Peter Butterworth (16)
- Bernard Bresslaw (14)
- Hattie Jacques (14)
- Jim Dale (11)
- Peter Gilmore (11)
- Barbara Windsor (10)
- Patsy Rowlands (9)
- Jack Douglas (8)
- Julian Holloway (8)
- Terry Scott (7)
- Valerie Leon (6)
- Jon Pertwee (4)